# Dajana Cahill
Dajana Cahill, född 4 augusti 1989 i Brisbane, är en australisk skådespelare. Hon är känd för att vara med i serien Pinsamheter som Layla Fry (Taylors storasyster).

## EKällor
- Dajana Cahill på Internet Movie Database (engelska)